# Il deserto dei Tartari (film)
Il deserto dei Tartari è un film del 1976, diretto quale sua ultima regia da Valerio Zurlini e tratto dal romanzo omonimo di Dino Buzzati. 

## Trama
L'ufficiale Giovanni Battista Drogo, appena nominato sottotenente dell'esercito imperiale di una nazione imprecisata (potrebbe però essere l'Impero austro-ungarico riconoscibile dalle uniformi e dalle bandiere), viene comandato alla Fortezza Bastiani, un inaccessibile e remoto avamposto militare, dove una nutrita guarnigione di soldati e ufficiali ha il compito di sorvegliare la frontiera desertica che separa l'impero da una misteriosa ma minacciosa popolazione: i Tartari.
L'ufficiale si lascia presto assimilare ai rigidi rituali militari che guidano quotidianamente la fortezza e i suoi occupanti e, ne determinano comportamenti e relazioni, nell'attesa di un evento eroico e glorioso, di un'invasione, di una battaglia finale dalla quale ognuno potrà ricavare gloria e prestigio. Il tenente Drogo trascorre alla fortezza gran parte della sua vita nella attesa vana di una minaccia che si concretizzerà proprio nel momento in cui, anziano, stanco e malato, deve abbandonare per sempre la guarnigione mentre ingenti rinforzi e nuove truppe, inviate dalla capitale, risaliranno le mulattiere che conducono alla Fortezza Bastiani per combattere i Tartari, che finalmente hanno attraversato il deserto e attaccato l'impero.

## Produzione
Alcuni registi (Antonioni, Jancsó) avevano progettato un'opera cinematografica basata sul romanzo di Buzzati, ma non avevano dato corso alla realizzazione per le inevitabili difficoltà sia di tipo narrativo, sia di tipo economico. La situazione si sbloccò grazie a Jacques Perrin, che si impegnò personalmente nella ricerca di finanziamenti, e soprattutto grazie alla fortunosa scoperta, nell'Iran sud-orientale, dell'antica fortezza di Arg-e Bam, che sarebbe diventata l'ambientazione del film.
La città, patrimonio dell'umanità UNESCO, fu poi quasi completamente distrutta dal terremoto che colpì l'Iran nel dicembre del 2003, causando più di 40.000 vittime. Alcune scene aggiuntive furono tuttavia girate a Bressanone, in Alto Adige, e nella zona di Campo Imperatore e del monte Velino in Abruzzo mentre gli interni furono creati a Cinecittà.

## Riconoscimenti
- David di Donatello 1977
  - miglior film (ex aequo con Un borghese piccolo piccolo)
  - miglior regia (ex aequo con Un borghese piccolo piccolo)
  - David speciale a Giuliano Gemma
- 1977 - Nastro d'argento
  - regista del miglior film

## Differenze fra romanzo e film
La vicenda narrativa segue quella del tenente Drogo buzzatiano; fanno eccezione alcune rifiniture della sceneggiatura, come ad esempio i tratti di alcuni personaggi che risultano leggermente accentuati rispetto alla vaghezza esistenziale del romanzo (personaggi i cui nomi vengono talvolta modificati).
L'inaccessibilità della fortezza, il suo isolamento fisico ed esistenziale rimangono centrali per tutto lo svolgimento del film, così come l'idea della frontiera morta, del deserto, della presenza di un nemico assente e dell'inutilità del tempo. La vastità degli ambienti e la coreografia delle immagini, che si alternano tra gli esterni assolati o crepuscolari e gli interni tenebrosi e ciechi della Fortezza Bastiano (così viene indicata nel film quella che nel romanzo è la Fortezza Bastiani), esprimono l'immobilità corale esattamente come nel romanzo in cui le povere vicende umane, annullate dalla contemplazione della vastità, hanno luogo.
Tuttavia, pur abbastanza fedele al romanzo nello spirito e nei fatti narrati, il film se ne discosta moltissimo nel punto di vista del protagonista durante la scena finale. Nel film Drogo semplicente muore o si addormenta, disperato e pieno di rimpianti, sulla carrozza che lo sta portando via dalla fortezza verso la quale finalmente stanno galoppando i "Tartari". Nel romanzo invece, lasciata la fortezza sulla carrozza, Drogo osserva durante la prima parte del viaggio, altrettanto sconvolto e amareggiato, il passaggio sulla strada, in senso contrario, dei rinforzi diretti alla fortezza. Tuttavia, giunta la notte, deve pernottare in una locanda: qui trascorrendo le ultime ore di vita sdraiato nel letto, acquista pian piano la consapevolezza che la battaglia, che aveva aspettato tutta la vita alla fortezza Bastiani, ma che aveva perso all'ultimo momento, si presenta diversa ma esiziale. Il dover affrontare la morte senza paura. Con la raggiunta consapevolezza di questa lotta decisiva e più importante da combattere, Drogo muore, riappacificato con la sua storia, della quale ha finalmente trovato un senso, anche ultraterreno.
In nome di una maggiore concretezza cinematografica, il regista colloca il deserto dei Tartari ai margini (presumibilmente settentrionali o orientali) dell'Impero austro-ungarico, e fornisce ai protagonisti una spiccata personalità ottocentesca. Questi tratti realistici sono assenti nel romanzo dello scrittore bellunese, come in quasi tutta la sua poetica; anzi, nel romanzo essi sono volutamente resi ambigui e inefficaci. Tuttavia c'è da dire che tale caratterizzazione era praticamente obbligata nella trasposizione da un'opera letteraria a forte contenuto evocativo e simbolico, ad un'opera cinematografica in cui i personaggi e gli eventi devono necessariamente trovare una collocazione visiva nei costumi e nella cultura di una epoca storica. Il periodo storico a cavallo tra Ottocento e Novecento era l'unico che si prestava a riportare molti particolari presenti nel racconto letterario (eserciti con cavalli, armi da fuoco e cannoni, mitragliatrici vecchio tipo e cannocchiali per l'osservazione). Analogamente l'Impero austro-ungarico di fine Ottocento-inizio Novecento era l'unica entità storica che poteva giustificare molti particolari del racconto, come l'ambientazione di un regno europeo ma al contempo confinante con zone insieme desertiche e montagnose (in questo senso il cosiddetto e misterioso "Stato del Nord" situato in un luogo vasto e desolato potrebbe così essere identificato con l'Impero russo che costituiva tutta la frontiera orientale dell'Impero Asburgico dalla Polonia al Mar Nero).
L'opera cinematografica inizia con un evidente errore storico, quando l'inizio dell'azione viene collocato nel mattino di lunedì 2 agosto 1907. Innanzitutto il 2 agosto 1907 non era lunedì ma venerdì. Inoltre, poiché lo svolgimento del racconto copre quasi 25 anni, la data sarebbe anacronistica perché la prima guerra mondiale (che avrebbe coinvolto l'Austria contro tutti i suoi vicini) avrebbe dovuto scoppiare a soli 7 anni dall'arrivo di Drogo alla fortezza, e terminare con la sconfitta 11 anni dopo l'arrivo.
Il film in realtà trascende la storicità e anche la finzione e diventa metafora kafkiana della vita, trascorsa senza altra aspettativa che l'attesa della morte, e dell'impossibilità a opporvisi quando questa arriva.